# 空中ブランコ

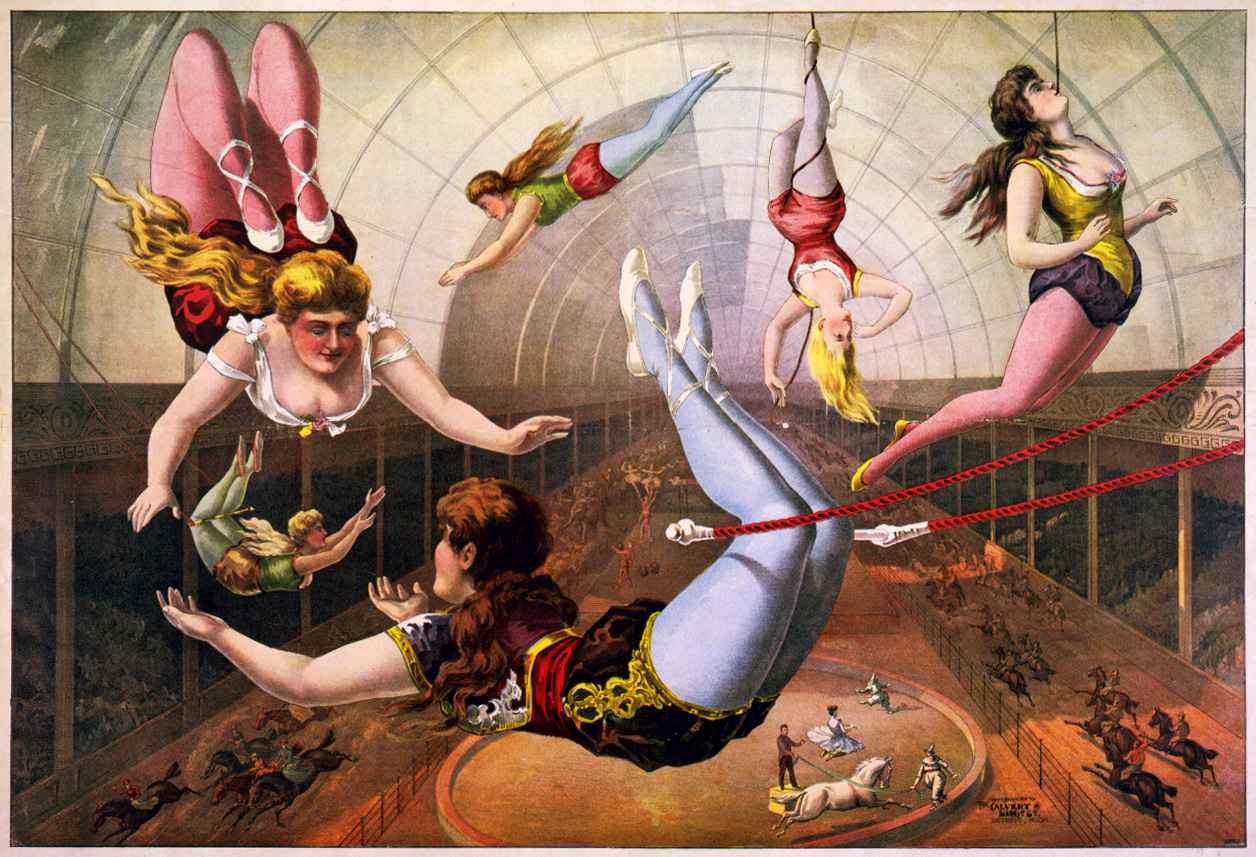
1890年頃のリトグラフに描かれた空中ブランコ

空中ブランコ (くうちゅうブランコ) は、ロープや金属で上から短い水平の撞木（バー）をブランコのようにぶらさげた装置、およびその装置を用いて行う曲芸を指す。これを用いた空中アクロバットはサーカスなどでよく行われる。空中ブランコは静止状態で行うものの他、1点から吊って回転させる、揺らす、飛ぶなど様々な種類のパフォーマンスがあり、1人で行うこともあれば、複数人でパフォーマンスすることもできる。「大空間を使った華やかな芸」である一方、「失敗が命取りになる危険な芸」であり、「サーカスのアクロバットの王座を守り続けている」演目だと言われる。

## 分類

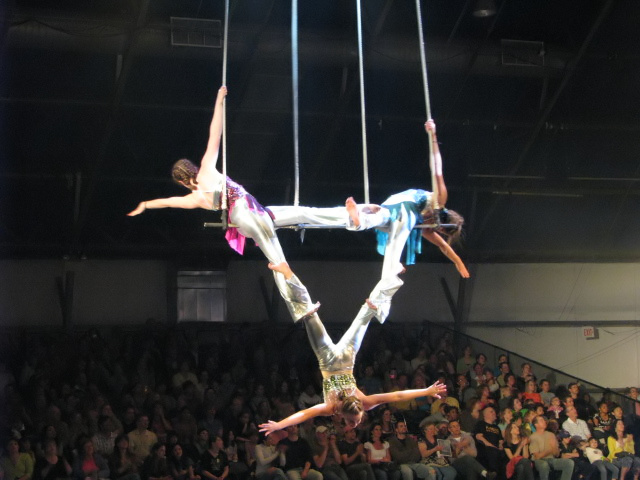
トリプル・トラピーズ

揺り一丁撞木
パフォーマーがバーやロープにぶらさがってバランスや落下などのさまざまな動きを披露するものである。
大一丁
両端に球などをつけて前後に振り子のように振れるようにしたぶらんこで行うパフォーマンスを指す。
頭立ち一丁
パフォーマーが通常と逆さまになり、頭を撞木にのせた状態で行うパフォーマンスである。
空中飛行
飛び手とブランコからブランコへ飛び移るなどの技を披露するパフォーマンスであり、多くの場合は飛び手が受け手と組んで行う。日本のサーカス用語でブランコからブランコへと飛び移るものを「ロシア飛び」、飛び交う形でのパフォーマンスを「バロスキー式」あるいは「バロフスキー式」と呼ぶことがあった。これは1910年に来日しているバロスキー一座から来ている可能性が指摘されている。
ラウンダー
ブランコに乗った乗り手が前面に倒れるように見せかけて一回転する曲芸である。
ダブル・トラピーズ
2人がひとつのぶらんこを使って行うパフォーマンスで、スタティック・トラピーズやスウィンギング・トラピーズなどで行う。2人より多い人数で行うこともある。

## 歴史
野外にブランコ状の器具を設置して競技や祭り、遊戯を行う習慣は朝鮮半島、インド、タイなどをはじめとして世界各地に古くから存在する。19世紀半ばにヨーロッパでブランコが体操のトレーニング用具として使われるようになり、最初は金属の棒でつるしたブランコが使われていたが、やがてただの棒でぶら下げるのではなく、綱や、鋼鉄が原料でもロープ状にしたもので吊り下げた可動域の広いブランコが開発され、これがサーカスに導入された。
1850年代の初めくらいから、だいたいは容姿の点でも魅力を売り物にできるような女性芸人が行うバランス芸的な演目として、静止した1丁のブランコを用いて行う演目（揺り一丁撞木）が演じられるようになった。
1人で行う空中飛行のパフォーマンスは、フランス人の曲芸師であったジュール・レオタール (Jules Léotard) が1800年代半ば頃に発展させたと考えられており、レオタールはパリのシルク・ナポレオンにて、1859年に初めて、現在サーカスなどで見られる形に近い飛び技を駆使した空中ブランコを披露した。レオタールの父は体操教師であり、レオタール本人も屋内体操場で体操を学ぶアスリートで、サーカスでもブランコを投げる助手役は父親がつとめた。このショーは、下にマットを敷き、空中に3つぶらさげたブランコ同士の距離を離してその間を飛び移ることで、「本当に空を飛んでいるかのような印象を与え」るものであった。このパフォーマンスは大きな評判を呼び、"The Daring Young Man On The Flying Trapeze"というレオタールにちなんだ歌が作られた他、レオタールがサーカスに出る際に着用していたコスチュームはその名にちなんでレオタード (leotard) と呼ばれるようになった。
レオタールのパフォーマンスは大変な評判を呼んだため、すぐにさまざまな軽業師が空中ブランコを習得するようになった。1869年にはペテルブルクで活躍していた軽業師のリヒャルト・コンラーツが空中ブランコを売り物として宣伝している。空中ブランコは、それまで世襲が多かったサーカスの現場に器械体操出身者が入ってくるきっかけのひとつとなったと考えられている。
2人乗りブランコも1850年代末から行われるようになったが、これは「もっぱら強力な軽業の連続から」なるものであったという。
このようにして19世紀半ばに空中ブランコ芸が発展し、やがてマットが安全ネットに変わり、足場2つとブランコ2丁にブランコ乗りがそれぞれ2名いて、常にブランコを動く状態に保っておくという空中ブランコ芸の「本格的な形式」が確立した。半球状の天井からブランコがぶら下がり、どこの客席からも飛行がよく見えて見栄えのする空中ブランコはたちまちのうちにサーカスの代表的な演目になった。一度にブランコに乗る軽業師を増やすという方向性での演目の開発が行われた一方、技術的な革新も見られた。飛び手がブランコからブランコに飛び移るだけではなく、受け手が複数あるブランコの片方に乗って、飛び手をつかまえる形でさまざまな芸を披露するという形が発展するようになった。
空中飛行を伴う本格的な空中ブランコ芸が初めて日本で大々的に行われたのは、1871年にフランスから来日したスリエ曲馬の公演ではないかと考えられている。撞木を使った他の軽業は既にこれ以前にも日本に存在したが、この一座の公演では受け手が飛び手をつかまえるタイプの空中飛行が披露されたと推測されている。阿久根厳によると、その後さまざまなサーカス団が西洋から来日し、日本でもこの影響を受けて1893年に奥田辨次郎が興行元をつとめる西洋軽業一座が旗揚げして、「二丁撞木飛付乗り」など、西洋式の空中ブランコを見せるようになった。一方、大島幹雄は日本ではロシア式と呼ばれている「ブランコから他のブランコへ飛び移る技」を初めて日本で披露したのは木下サーカスであったと記述している。1917年頃には木下サーカスは空中飛行を大きな売り物として披露しており、この技に力を入れていたようである。さらにP・T・バーナムのサーカス団の影響を受けた「米國バーナム式空中大飛行術」なるものが1923年に有田洋行団により披露されている。この頃は日本語でこうした芸を「ブランコ」と呼ぶことはあまりなく、撞木などの言葉が使用されていたと考えられる。
20世紀以降も他の演目と組み合わせたり、これまでにはあまりなかったような技を考えたりするなど、新しい種類のパフォーマンス開発が行われている。1989年に第2回中国呉橋国際雑技芸術節で銀獅子賞を受賞したソ連のエレーナ・ポポワは、鳩を飛ばして操るショーに大一丁ブランコのパフォーマンスを組み合わせ、個性的であるとして高い評価を得た。

## 健康への影響
2012年にジョーン・リクソムが行った研究によると、フライング・トラピーズのクラスに参加した者には自尊感情の向上、モチベーションの上昇、恐怖などの精神的な障壁を克服する力の向上など、心理的に良い影響があった。

## 空中ブランコが登場する作品

### 文学作品
中原中也が1934年に刊行した『山羊の歌』に収録されている詩「サーカス」は、空中ブランコが中心的なモチーフになっている作品として有名である。ここに登場するブランコの芸は頭立ち大一丁のパフォーマンスではないかと言われている。「空中ブランコの揺れから生まれた、弧の描く眠りのようなリズム」が特徴的な作品である。
1984年にアンジェラ・カーターが刊行した小説『夜ごとのサーカス』は、翼を持つ空中ブランコ芸人の女フェヴァーズを主人公とするマジックリアリズム小説である。この作品はBBCにより、「我々の世界を作った小説100選」のうちの1冊に選ばれた。
2004年に同名の短編小説集に収録された奥田英朗の小説『空中ブランコ』は空中飛行の飛び手が登場する作品であり、直木賞を受賞して2005年にテレビドラマ化された。本書では精神科医である主要登場人物の伊良部一郎が、患者である空中ブランコ乗りの山下公平に対して「空中ブランコってサーカスの華だよね」と発言している。

### 映像作品
空中ブランコは「スリルとスペクタクル性を醸し出すのに格好の被写体」と考えられており、しばしば映像作品に登場する。1925年にはエミール・ヤニングスが妻の不倫相手と組んで空中ブランコの受け手をつとめるという、「観客を戦慄させるのに申し分ない」内容のサイレント映画『ヴァリエテ』が作られた。1950年代における「典型的サーカス映画」である『地上最大のショウ』(1952)、『三つの恋の物語』(1953)、『空中ぶらんこ』(1956) は全て空中ブランコ芸人を主要登場人物とする物語である。『空中ぶらんこ』は、もともとサーカスで働いていた経験のあるバート・ランカスターが出演しており、その経験を生かして制作された。
1987年の映画である『ベルリン・天使の詩』においては主人公は天使と女性の空中ブランコパフォーマーであり、「あたかもこうしたキャラクターの飛ぶ能力が、東西に分断された街を自由に横切るための必要な条件であるかのように」描かれている。
P・T・バーナムの人生を題材とした2017年のミュージカル映画『グレイテスト・ショーマン』ではゼンデイヤが空中ブランコパフォーマーのアン・ウィーラーを演じたが、監督のマイケル・グレイシーが極力スタントを使わない方針だったため、ゼンデイヤはこの役のため空中ブランコを習った。

## 関連文献
- Sharon McCutcheon, Geoff Perrem.  Circus in Schools Handbook. Tarook Publishing, 2004. (ISBN 0975687409)
- Hovey Burgess, Judy Finelli. Circus Techniques.  Brian Dube, 1989. (ISBN 0917643003)
- Carrie Heller.  Aerial Circus Training and Safety Manual. National Writers Press, 2004.  (ISBN 0881001368)
- Jayne C. Bernasconi and Nancy E. Smith. Aerial Dance. United States: Human Kinetics, 2008.  (ISBN 0736073965) View at Google Books
- Elena Zanzu, M.A. Il Trapezio Oscillante: Storie di Circo nell'Aria. (The Swinging Trapeze: Histories of the Circus in the Air.) Bologna University, Italy, 2004–2005. Language: Italian.